# 六角義定
六角（佐々木） 義定（ろっかく／ささき よしさだ）は、戦国時代から江戸時代前期にかけての武将。南近江の戦国大名。六角氏17代当主。別名に高定、賢永、佐々木哲によれば佐々木高盛。なお、本項では義定で統一して解説する。

## 生涯
天文16年（1547年） 、近江国の戦国大名・六角義賢の子として誕生。
始めは大叔父・大原高保の跡を継ぎ、大原氏を名乗ったという（『断家譜』）。
1562年（永禄5年）、父である六角義賢が兄、六角義治に国を譲ると、翌年、義治は重臣の後藤賢豊父子を謀殺（観音寺騒動）。後藤に縁故がある諸将が離反するなど家臣団の統制が取れなくなった。さらに1566年（永禄9年）には隣国の浅井長政が六角領へ侵攻（蒲生野の戦い）、六角義賢、義治の親子は防戦一方となった。1567年（永禄10年）、義治は前年の戦いの責任を負い、義定が家督を継ぐこととなったというが、継承していない説もある。
やがて織田信長が南近江六角領に侵攻すると、箕作城に父や兄と籠城するなど抵抗するも、六角氏の要害観音寺城は落城。父や兄と共に甲賀の山中に逃亡し、元亀騒乱などの対織田信長への抗戦運動に活躍する。また、父・義賢が甲斐武田氏の一族・穴山信君に書状を送る際、使者として派遣された。
天正10年（1582年）の織田氏による甲州征伐の際、甲斐国内に寄宿していた各地の信長に敗れた勢力の当主の中に、若狭武田五郎や犬山織田信清、美濃国の土岐頼芸らに混じって「佐々木次郎」という人物がおり、これが義定である。なお、恵林寺は義定を匿った罪で焼き討ちされている。この人物は捕らえられて殺害されたとの説もあるが、それは同族佐々木氏の別人とする説もある。また、佐々木次郎は慶長5年（1600年）に史料上に再登場する。佐々木哲によれば、その数年後に豊臣秀頼に面会した記録が残り、その際、秀頼家臣となっていた一族（六角義郷）と面会した記録があるという。ただし通説では、六角義郷は沢田源内による創作の人物で、実在していないとされている。
元和6年（1620年）、死去。

## 子孫
高賢と高和の男子があったが、高賢は病弱だったため、家を継いだのは高和である。彼は江戸幕府旗本となった。高和の系統はのち無嗣断絶となっている。また高賢の子・定治は兄・義治の婿養子となり、この系統は加賀藩士佐々木家（佐々木左近大夫家）として後代まで家が続いている（『系図総覧』、寛政譜）。なお、六角氏の歴代の法要が佐々木定治とその子孫である加賀藩士佐々木家によって行われていることを根拠に、六角家の宗家の家督は義治の後は娘婿である定治が継いだとして、義定と高和の系統はその分家であったとする説もある（この説に基づけば六角氏の17代目当主は佐々木定治ということになる）。